# SN 2006tg
SN 2006tg – supernowa typu Ia odkryta 28 listopada 2006 roku w galaktyce A020414-0440. Jej maksymalna jasność wynosiła 22,20m.